# Sabicea glabrescens
Sabicea glabrescens är en måreväxtart som beskrevs av George Bentham. Sabicea glabrescens ingår i släktet Sabicea och familjen måreväxter. Inga underarter finns listade i Catalogue of Life.